# Kanton Machecoul-Saint-Même
Der Kanton Machecoul-Saint-Même (bretonisch Kanton Machikoul-Sant-Masen) ist seit 1790 ein französischer Wahlkreis in den Arrondissements Nantes und Saint-Nazaire, im Département Loire-Atlantique und in der Region Pays de la Loire; sein Hauptort ist Machecoul-Saint-Même.

## Geschichte
Der Kanton entstand 1790. Von 1790 bis 2015 gehörten sechs Gemeinden zum Kanton Machecoul. Mit der Neuordnung der Kantone in Frankreich stieg die Zahl der Gemeinden 2015 auf 15. Zu den bisherigen sechs Gemeinden kamen 5 der 8 Gemeinden des bisherigen Kantons Le Pellerin und 4 der 6 Gemeinden des bisherigen Kantons Bourgneuf-en-Retz hinzu.
Anlässlich der Gründung der Commune nouvelle Machecoul-Saint-Même erfolgte die Umbenennung des Kantons von vormals Kanton Machecoul zum aktuellen Namen per Dekret vom 24. Februar 2021.

## Lage
Der Kanton liegt im Süden des Départements Loire-Atlantique.

## Gemeinden
Der Kanton besteht aus 13 Gemeinden und Gemeindeteilen mit insgesamt 42.279 Einwohnern (Stand: 1. Januar 2022) auf einer Gesamtfläche von 486,61 km²:
| Gemeinde                    | Gallo                     | Bretonisch               | Einwohner (2022) | Fläche (km²) | Code postal  | Code Insee | Arrondissement |
| --------------------------- | ------------------------- | ------------------------ | ---------------- | ------------ | ------------ | ---------- | -------------- |
| Chaumes-en-Retz             | –                         | –                        | 2.791            | 37,63        | 44320, 44680 | 44005      | Saint-Nazaire  |
| Cheix-en-Retz               | Chaèz                     | Keiz-Raez                | 1.172            | 8,34         | 44640        | 44039      | Nantes         |
| La Marne                    | La Marnn                  | Maeron                   | 1.578            | 17,8         | 44270        | 44090      | Nantes         |
| Machecoul-Saint-Même        | –                         | Machikoul-Sant-Masen     | 7.665            | 84,89        | 44270        | 44087      | Nantes         |
| Paulx                       | Pautz                     | Palud                    | 2.042            | 35,92        | 44270        | 44119      | Nantes         |
| Port-Saint-Père             | Port-Saent-Pèrr           | Porz-Pêr                 | 3.046            | 32,57        | 44710        | 44133      | Nantes         |
| Rouans                      | Róant                     | Rodent                   | 3.272            | 37,73        | 44640        | 44145      | Nantes         |
| Sainte-Pazanne              | Saentt-Pazann             | Santez-Pezhenn           | 7.209            | 41,56        | 44680        | 44186      | Nantes         |
| Saint-Étienne-de-Mer-Morte  | Saent-Estienn-de-Melmartz | Sant-Stefan-an-Mel-Veuzh | 1.764            | 27,33        | 44270        | 44157      | Nantes         |
| Saint-Hilaire-de-Chaléons   | –                         | Sant-Eler-Kaleon         | 2.376            | 34,98        | 44680        | 44164      | Saint-Nazaire  |
| Saint-Mars-de-Coutais       | Saint-Marc-de-Cóteiz      | Sant-Marzh-ar-C'hoad     | 2.644            | 34,67        | 44680        | 44178      | Nantes         |
| Villeneuve-en-Retz          | –                         | –                        | 5.004            | 73,68        | 44580        | 44021      | Saint-Nazaire  |
| Vue                         | Vutz                      | Gwagenez                 | 1.716            | 19,51        | 44640        | 44220      | Nantes         |
| Kanton Machecoul-Saint-Même |                           | Machikoul-Sant-Masen     | 42.279           | 486,61       | -            | 4410       | -              |

1. ↑  Nur die Fläche der ehemaligen Gemeinde Chéméré, der Rest gehört zum Kanton Pornic.

Der alte Kanton Machecoul umfasste sechs Gemeinden auf einer Fläche von 200,61 km². Diese waren: La Marne, Machecoul (Hauptort), Paulx, Saint-Étienne-de-Mer-Morte, Saint-Mars-de-Coutais und Saint-Même-le-Tenu. Er besaß vor 2015 den INSEE-Code 4418.

## Veränderungen im Gemeindebestand seit 2016
- Fusion Arthon-en-Retz (Kanton Pornic) und Chéméré → Chaumes-en-Retz
- Fusion Machecoul und Saint-Même-le-Tenu → Machecoul-Saint-Même
- Fusion Bourgneuf-en-Retz und Fresnay-en-Retz → Villeneuve-en-Retz

### Bevölkerungsentwicklung
| 1962 | 1968 | 1975 | 1982   | 1990   | 1999   | 2006   | 2013   |
| ---- | ---- | ---- | ------ | ------ | ------ | ------ | ------ |
| 9485 | 9641 | 9670 | 10.500 | 10.873 | 11.483 | 13.594 | 14.804 |

## Politik
Im 1. Wahlgang am 22. März 2015 erreichte keines der drei Wahlpaare die absolute Mehrheit. Bei der Stichwahl am 29. März 2015 gewann das Gespann Jean Charrier/Karine Fouquet (beide DVG) gegen Jean-Raymond Audion/Fabienne Merceron (beide Union de la Droite) mit einem Stimmenanteil von 55,16 % (Wahlbeteiligung:49,13 %).
Seit 1945 hatte der Kanton folgende Abgeordnete im Rat des Départements:
| Vertreter im conseil général des Départements | Vertreter im conseil général des Départements | Vertreter im conseil général des Départements |
| Amtszeit                                      | Name                                          | Partei                                        |
| --------------------------------------------- | --------------------------------------------- | --------------------------------------------- |
| 1945–1970                                     | Jean Millin de Grandmaison                    | CNIP                                          |
| 1970–1994                                     | Robert Girard                                 | DVD                                           |
| 1994–2001                                     | Marie-Renée Julien-Bordron                    | RPR                                           |
| 2001–2008                                     | Rogatien Foucher                              | UDF                                           |
| 2008–2015                                     | Jean Charrier                                 | DVG                                           |
| 2015–2021                                     | Jean Charrier Karine Fouquet                  | DVG                                           |
| 2021–                                         | Jean Charrier Karine Fouquet                  | DVG                                           |